# 邁克·德雷南
邁克·德雷南（英語：Michael Drennan；1994年2月2日—）是一位愛爾蘭足球運動員，在場上司職前鋒。他現在效力於愛爾蘭超球隊沙姆洛克流浪者足球俱樂部。他也代表愛爾蘭國家足球隊參賽。